# Presídio de Torres
O Presídio de Torres localizava-se na margem direita do rio Guaporé, guarnecendo a fronteira, no atual estado de Rondônia, no Brasil.

## História
SOUZA (1885) relaciona esta estrutura entre os Presídios fundados na região ao final do século XVIII, na sua maioria pelo Governador e Capitão General da Capitania do Mato Grosso, Luís de Albuquerque de Melo Pereira e Cáceres, destinados a impedir as incursões dos espanhóis e dos indígenas, e para defesa da navegação e comércio entre o Norte da Capitania do Mato Grosso e o Pará (op. cit., p. 139-140).